# Ана Јурјевна Кикина
Ана Јуријевна Кикина (рус. Анна Юрьевна Кикина), руски пробни космонаут, рођена 27. августа 1984, тренутно активна у Центру за обуку космонаута Јуриј Гагарин. Има звање „Мајстор спорта Русије“. 
Од септембра 2016. је једина жена међу космонаутима Роскосмоса. Тренутно је део посаде на МСС, (МСС-68 / МСС-69).

## Младост и образовање
Кикина је рођена 27. августа 1984. године у Новосибирску. Завршила је Новосибирску школу бр. 29 (школа здравог начина живота), специјално одељење „Млади спасилац“. Завршила је 2005. године курс при Министарству за ванредне ситуације као инструктор за подучавање основа прве помоћи становништву. Има сертификат спасиоца.
Дипломирала је 2006. г. на Новосибирској државној академији за водни саобраћај са одличним успехом и дипломом заштите у ванредним ситуацијама и инжењер хидротехнике. Ту је 2008. г. одбранила диплому специјалистичких студија на тему „Економија и менаџмент у (саобраћајном) предузећу“ са квалификацијом „економиста-менаџер“.
Радила је као инструктор пливања, водич на Алтају, обучавала кадете-спасиоце, до 2012. г. радила као радио водитељ и програмски директор (администратор радио преноса) у станици Радио Сибир Алтај (Горно-Алтајск, Република Алтај).
Године 2021. колекционарска лутка Барби из серије Жене које инспиришу је обликована по њеном лику. Исте године је постала амбасадор колекције одеће за руске спортисте на Олимпијским играма у Токију. 

## Свемирска обука
Учествовала је на првом отвореном конкурсу за руски космонаутски програм, расписаном 27. јануара 2012. г. и примљена је у редовну обуку.
Решењем Главне лекарске комисије, 4. септембра 2012. г. је проглашена здравствено способном за космонаутског кандидата. Одлуком Интерресорне квалификационе комисије, 8. октобра 2012. г. примљена је на општу космичку обуку у звању кандидата за пробног космонаута и 30. октобра 2012. г. започела је општу свемирску обуку.
У фебруару 2013. г, заједно са кандидатима за космонауте Олегом Блиновим и Пјотром Дубровим, прошла обуку у шуми у близини Москве за преживљавање након зимског слетања у шумовито и мочварно подручје.
Након завршеног курса опште космичке обуке, 5. јуна 2014. г, је положила државни испит са оценом 4,5. Међутим, 19. јуна 2014. г, према резултатима тајног гласања Међуресорне квалификационе комисије, није јој додељена квалификација „пробни космонаут“. Ипак, Кикина је крајем јуна 2014. године задржана као кандидат-космонаут, уз услов да заврши годишњи курс додатне наставе.
У јулу 2014. године учествовала је у обуци на води за укрцавање у хеликоптер у режиму лебдења, а затим у обуци посаде након слетања у пустињским или полупустињским условима на Бајконуру. У августу 2014. године учествовала је у тронедељној специјалној падобранској обуци за космонауте. У октобру 2014. године учествовала је у обуци о деловању посаде у случају принудног слетања на планинском терену.
На седници Међународне космичке комисије 17. децембра 2014. године, по резултатима завршеног програма опште космичке обуке и положеног државног испита, Кикина је добила звање „пробни космонаут“.
Од септембра 2016. године, након избора космонаута Јелене Серове за посланика Државне думе, Кикина остаје као једина жена међу космонаутима Роскосмоса.
Кикина је од 7. до 24. новембра 2017. године, као инжењер лета број 1, учествовала у међународном изолационом експерименту „Сиријус“, симулирајући лет на Месец. Током експеримента, учествовала је у тренинзима за симулацију пристајања планираног руског свемирског брода Федерација у Земљиној орбити и симулацију даљинског управљања лунарног ровера помоћу виртуелне реалности. Експеримент је укључио и тестирање свемирског одела за посаду брода Федерације. У мају 2018. г., заједно са космонаутима Сергејом Рижиковим и Сергејом Куд-Сверчковим, прошла је специјалну падобранску обуку за космонауте. Извела је четрдесет падобранских скокова ради вежбања комбиноване оператерске активности. У августу 2018. године учествовала је у обуци за извођење визуелних и инструменталних осматрања Земље из авионске лабораторије Ту-134ЛК у оквиру научноистраживачког програма на МСС.
Обучавала се у саставу резервне посаде свемирске експедиције МСС-67 и главне посаде свемирске експедиције МСС-68.
У децембру 2021, Дмитриј Рогозин, генерални директор Роскосмоса је објавио да је донета одлука да се Ана Кикина пошаље на Међународну свемирску станицу у јесен 2022. г, америчким бродом Драгон 2. Рогозин је у мају 2022. изјавио да је Роскосмос прекинуо летове руских космонаута на америчким бродовима због техничких и политичких проблема. Дана 25. јуна 2022. године на Телеграм каналу Роскосмоса појавила се порука да ће Ана Кикина отићи у Сједињене Америчке Државе да прође следећу фазу припрема за лет на броду Драгон 2, где ће тренирати у свемирском оделу, укључујући и прилагођавање истог за рад, и учествују у предавањима о најновијим променама у раду неких система америчког брода. Објављено је да би Ана Кикина могла да буде укључена у Посаду 5 SpaceX.
Комисија представника свемирских агенција земаља партнера за пројекат Међународне свемирске станице је 26. септембра 2022. прегледала спремност и одобрила лет Посаде 5 са космонаутком Роскосмоса Аном Кикином. Лансирање Драгона 2 са Посадом 5 на лансирној ракети Фалкон-9 из Насиног свемирског центра Кенеди на Флориди било је заказано за 3. октобар 2022. г, али је због урагана Ијан лансирање одложено за касније време.
Успешно лансирање је обављено 5. октобра 2022. у 16:00:57 UTC.

## Хобији
Кикина је мајстор спорта Русије у вишебоју и сплаварењу (2010 г.) Била је члан екипе Горно-Алтаја у веслачком слалому и члан репрезентације Русије у сплаварењу. Освајач сребрне медаље "Скијашка стаза Русије" 2011 г. Извела је 153 падобранска скока.

## Породица
Кикина је у браку са Александром Сердјуком, наставником физичке обуке у Центру за обуку космонаута.